# Бобик, Василий Васильевич
Василий Васильевич Бобик (родился 9 февраля 1962, Ошихлебы, Черновицкая область) — дирижёр, педагог; Заслуженный артист Украины (1999), член Национального всеукраинского музыкального союза (2002).

## Биография
Родился в селе Ошихлебы Кицманского района Черновицкой области. Окончил общеобразовательную сельскую школу и Кицманьскую детскую музыкальную школу (1979). С 1980 года проходил службу в военном оркестре Ташкентского высшего обще-командного училища, откуда вскоре поступил в музыкальное училище в Ташкенте.
С 1985 по 1990 гг. учился на военно-дирижёрском факультете при Московской государственной консерватории им. П. И. Чайковского (дирижирование).
С 1990 по 1996 гг. руководил военным оркестром Дрогобычского гарнизона. В 1996—1997 гг — руководитель оркестра военной части г. Черновцы, а с 1997 года — начальник оркестра, военный дирижёр оркестра Черновецкого гарнизона (имеет уже воинское звание подполковника). С 2003 года на преподавательской работе — заместитель начальника военно-дирижёрской кафедры Львовского военного института Национального университета «Львовская политехника».
В январе 2006 года назначен на должность директора коммунального учебно-методического центра культуры Буковины. С августа 2007 года — директор Черновицкого училища искусств им. Сидора Воробкевича.

## Творчество
Творческое направление: инструментовка и аранжировка инструментальных, вокальных, хоровых произведений.
Автор слов и музыки к песням:
- «Реактивная артиллерия» (марш-песня, 1993)
- «Буковинская механизированная» (1998)
- «Майоры 90-х» (1998).

## Концертно-фестивальная деятельность
- Международный фестиваль «Жешувские фанфары» (Жешув, Польша, 1997—1998), (оркестр Черновицкого гарнизона);
- Отчётный концерт коллективов Черновицкой области (Дворец «Украина», Киев, 1999);
- Международный фестиваль военных оркестров «Брэила 2000» (Брэила, Румыния, 2000)
- Отчётный концерт коллективов Черновицкой области (Дворец «Украина», Киев, 2001);
- Международный (Польша, Румыния, Венгрия, Украина) фольклорный фестиваль «Буковинские встречи» (Черновцы, Украина) (2002).

## Награды
- Заслуженный артист Украины (1999)
- Почётные грамоты Министерства обороны Украины (1997, 2000)
- Почётная грамота Министерства культуры и туризма Украины (2001)